# Povijest Saudijske Arabije
Iako je ova regija bogata povijesnim događajima daleko u prošlosti, povijest Saudijske Arabije ujedinjene pod dinastijom Saud počinje s islamskim vjerskim reformatorom Muhammad ibn Abd al-Wahhabom koji je oko 1750. godine udružio snage s vladarom mjesta Diriyah u središnjoj Arabiji, Muhammad ibn Saudom, čiji su nasljednici do početka 19. stoljeća s potporom širokih slojeva oduševljenih novim vjerskim vođom osvojili većinu Arapskog poluotoka. Veza dinastije Saud s vehabijskom interpretacijom islama ostat će jedno od ključnih obilježja saudijske države i u budućnosti.
Nova arapska sila pobudila je reakciju svojih moćnih susjeda, Osmanskog Carstva i njegovog saveznika Egipta koji su 1818. uništili prvu saudijsku državu. Ubrzo je uslijedila obnova, ali druga država podlegla je unutrašnjim sukobima i ratovima sa susjedima 1891. godine.
Modernu Saudijsku Arabiju osnovao je Abdul Aziz Al-Saud, poznat kao Ibn Saud, koji je 1902. započeo okupljati tradicionalne obiteljske zemlje kombinacijom oružanih sukoba i vješte diplomacije. Ujedinjeno Kraljevstvo, tada najznačajnija sila na Bliskom Istoku, priznalo je nezavisnost Saudove kraljevine 1927., a 1932. Hidžaz i Nadžd (središnji dio Arapskog poluotoka) i formalno su ujedinjeni u Kraljevinu Saudijsku Arabiju.
Politički uspjesi nisu bili praćeni ekonomskim sve dok nisu otkrivena naftna nalazišta u ožujku 1938. godine. Razvojni programi iskorištavanja nalazišta su prekinuti Drugim svjetskim ratom 1939. godine, da bi bili ponovo pokrenuti 1946. godine, a proizvodnja je dostigla pune kapacitete 1949. godine. Nafta je osigurala ekonomski prosperitet zemlje i ojačala njenu poziciju u svijetu.
Poslije Abdul Azizove smrti 1953. godine tron je preuzeo njegov sin Saud, koji je vladao do 1964. godine, da bi ga naslijedio Faisal. Faisala 1975. godine ubija nećak princ Faisal bin Musa'ida. Nakon ubojstva prijestolje je preuzeo kralj Khalid koji je vladao sedam godina. Njega je pak naslijedio kralj Fahd 1982. godine. Fahd je umro 2005. godine, a naslijedio ga je njegov polubrat Abdullah. Njega je 2015. godine naslijedio polubrat Salman, trenutačni vladar Saudijske Arabije.